# CD-ROM
Un CD-ROM (sigles de l'anglès Compact Disc - READ Only Memory) és un disc compacte pre-premsat que conté les dades d'accés, però sense permisos d'escriptura, un equip d'emmagatzematge i reproducció de música, el CD-ROM estàndard va ser establert el 1985 per Sony i Philips. Pertany a un conjunt de llibres de colors conegut com a Rainbow Books que conté les especificacions tècniques per a tots els formats de discos compactes.
La unitat de CD-ROM va passar a ser obligatòria en qualsevol ordinador, quan la majoria del programari es distribuïa en CD-ROM (que va ser substituït pel DVD-ROM). La majoria d'aquestes unitats llegeixen CD-ROM i graven sobre els discos compactes d'una sola gravada (CD-R) o regravables (CD-RW). La unitat gravadora de disc òptic, funciona amb un làser que "crema" la superfície del disc per gravar la informació.
Des de mitjan dècada de 1990 fins a mitjan dècada del 2000, els CD-ROM van ser utilitzats popularment per distribuir programari per a ordinadors i consoles de videojocs. Alguns CD, anomenats enhanced CD, que mantenen dades informàtiques i àudio amb el mateix disc capaç de ser reproduït en un reproductor de CD, mentre que les dades (com ara programari o vídeo digital) només es pot utilitzar en una ordinador (com ara l'estàndard ISO 9660 en PC CD-ROM).
Tot i que encara s'utilitzen, van caure en desús i van ser substituïdes per unitats de DVD. Això es deu principalment a les majors possibilitats d'informació, ja que un DVD-ROM multiplica per 6 la capacitat a un CD-ROM.

## Història
El disc compacte va ser creat per l'holandès Kees Immink, de Philips, i el japonès Toshitada Doi, de Sony, el 1979. A l'any següent, Sony i Philips, que havien desenvolupat el sistema d'àudio digital Compact Disc, van començar a distribuir discs compactes, però les vendes no van tenir èxit per la depressió econòmica d'aquella època. Llavors van decidir abastar el mercat de la música clàssica, de major qualitat. Començava el llançament del nou i revolucionari format de gravació àudio que posteriorment s'estendria a altres sectors de l'enregistrament de dades.
El sistema òptic va ser desenvolupat per Philips mentre que la lectura i codificació digital va anar a càrrec de Sony, va ser presentat al juny de 1980 a la indústria i es van adherir al nou producte 40 companyies de tot el món mitjançant l'obtenció de les llicències corresponents per a la producció de reproductors i discos.
El 1981, el director d'orquestra Herbert von Karajan convençut del valor dels discos compactes, els va promoure durant el festival de Salzburg i des d'aquest moment va començar el seu èxit. Els primers títols gravats en discs compactes a Europa van ser la Simfonia Alpina, de Richard Strauss, els valsos de Frédéric Chopin interpretats pel pianista xilè Claudio Arrau i l'àlbum The Visitors d'ABBA, el 1983 es produiria el primer disc compacte als Estats Units per CBS (avui Sony Music) sent el primer títol en el mercat un àlbum de Billy Joel. La producció de discos compactes se centralitza per diversos anys als Estats Units i Alemanya d'on eren distribuïts a tot el món, ja entrada la dècada dels noranta es van instal·lar fàbriques en diversos països. Per exemple, el 1992 Sonopress va produir a Mèxic el primer CD amb el títol "De Mil Colores" de Daniela Romo.
L'any 1984, els CD van sortir al món de la informàtica, permetent emmagatzemar fins a 700 MB. El diàmetre de la perforació central dels discos compactes va ser determinat en 15 mm, quan entre menjars, els creadors es van inspirar en el diàmetre de la moneda de 10 centaus de florí d'Holanda. En canvi, el diàmetre dels discos compactes és de 12 cm, el que correspon a l'amplada de les butxaques superiors de les camises per a homes, perquè segons la filosofia de Sony, tot havia de cabre allà.

## Format d'un sector
| Tipus de layout   | ← 2.352 byte block → | ← 2.352 byte block → | ← 2.352 byte block → | ← 2.352 byte block → | ← 2.352 byte block → | ← 2.352 byte block → |
| CD digital audio: | 2.352 Digital audio  | 2.352 Digital audio  | 2.352 Digital audio  | 2.352 Digital audio  | 2.352 Digital audio  | 2.352 Digital audio  |
| CD-ROM (mode 1):  | 12 Sync.             | 4 Sector id.         | 2.048 Data           | 4 Error detection    | 8 Zero               | 276 Error correction |
| CD-ROM (mode 2):  | 12 Sync.             | 4 Sector id.         | 2.336 Data           | 2.336 Data           | 2.336 Data           | 2.336 Data           |

## Capacitat
Un CD-ROM estàndard pot albergar 650 o 700 (de vegades 800) MB de dades. El CD-ROM és popular per a la distribució de programari, especialment aplicacions multimèdia, i grans bases de dades. Un CD pesa menys de 30 grams.
Per posar la memòria del CD-ROM en context, una novel·la de mitjana conté 60.000 paraules. Si s'assumeix que una paraula mitjana té 10 lletres (de fet és considerablement menys de 10 de lletres) i cada lletra ocupa un byte, una novel·la per tant ocuparia 600.000 bytes (600 kb). Un CD pot per tant contenir més de 1000 novel·les. Si cada novel·la ocupa almenys un centímetre en un prestatge, llavors un CD pot contenir l'equivalent de més de 10 metres al prestatge. No obstant això, les dades textuals poden ser comprimits deu vegades més, usant algorismes compressors, per tant un CD-ROM pot emmagatzemar l'equivalent a més de 100 metres de prestatge.
| Tipus   | Sectors | Capacitat màxima de dades | Capacitat màxima de dades | Capacitat màxima d'àudio | Capacitat màxima d'àudio | Temps |
| Tipus   | Sectors | (MB)                      | (MiB)                     | (MB)                     | (MiB)                    | (min) |
| ------- | ------- | ------------------------- | ------------------------- | ------------------------ | ------------------------ | ----- |
| 8 cm    | 94.500  | 193.536                   | 184.6                     | 222.264                  | 212.0                    | 21    |
| 8 cm DL | 283.500 | 580.608                   | 553.7                     | 666.792                  | 635.9                    | 63    |
| 650 MB  | 333.000 | 681.984                   | 650.3                     | 783.216                  | 746.9                    | 74    |
| 700 MB  | 360.000 | 737.280                   | 703.1                     | 846.720                  | 807.4                    | 80    |
| 800 MB  | 405.000 | 829.440                   | 791.0                     | 952.560                  | 908.4                    | 90    |
| 900 MB  | 445.500 | 912.384                   | 870.1                     | 1047,816                 | 999.3                    | 99    |

Nota: Aquests valors no són exactes.

## Lector de CD

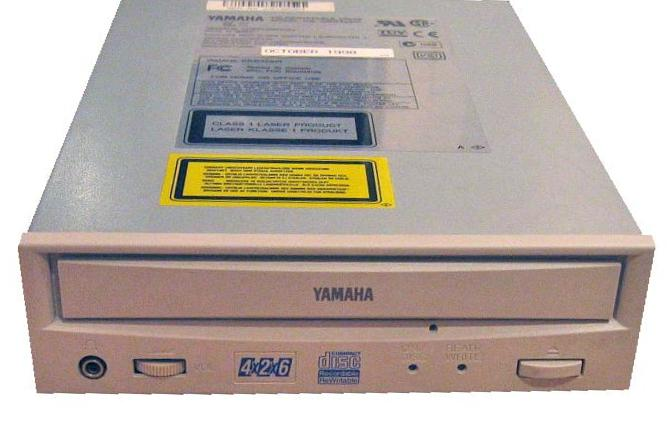
Unitat lectora de CD per a ordinador personal.

Una lectora de CD és un dispositiu electrònic que permet la lectura d'aquests mitjançant l'ús d'un feix d'un raig làser i la posterior transformació d'aquests en impulsos elèctrics que l'ordinador interpreta, escrits per gravadores de CD (sovint anomenades "cremadores")–dispositiu similar a la de CD, amb la diferència que fa el contrari a la lectora, és a dir, transformar impulsos elèctrics en un feix de llum làser que emmagatzemen en el CD dades binàries en forma de pous i plans–.
Els pous tenen una amplada de 0,6 micres, mentre que la seva profunditat (respecte als plans) es redueix a 0,12 micres. La longitud de pous i plans està entre les 0,9 i les 3,3 micres. Entre una revolució de l'espiral i les adjacents hi ha una distància aproximada d'1,6 micres (el que fa prop de 20 marques per centímetre).
Hi ha la creença molt comuna de pensar que un pou correspon a un valor binari i un pla a l'altre valor. Però, això no és així, sinó que els valors binaris són detectats per les transicions de pou a pla, i viceversa: una transició determina un 1 binari, mentre que la longitud d'un pou o un pla indica el nombre consecutiu de 0 binaris.
| Velocitat | KiB/s        | Mbit/s      | RPM                                    |
| --------- | ------------ | ----------- | -------------------------------------- |
| 1×        | 150          | 1,23        | 200–500                                |
| 2×        | 300          | 2,46        | 400-1.000                              |
| 4×        | 600          | 4,92        | 800–2.000                              |
| 8×        | 1.200        | 9,83        | 1.600–4.000                            |
| 10×       | 1.500        | 12,3        | 2.000–5.000                            |
| 12×       | 1.800        | 14,7        | 2.400–6.000                            |
| 20×       | 1.200–3.000  | fins a 24,6 | 4.000 (CAV)                            |
| 32×       | 1.920–4.800  | fins a 39,3 | 4.800 (CAV)                            |
| 36×       | 2.160–5.400  | fins a 44,2 | 7.200 (CAV)                            |
| 40×       | 2.400–6.000  | fins a 49,2 | 8.000 (CAV)                            |
| 48×       | 2.880–7.200  | fins a 59,0 | 9.600 (CAV)                            |
| 52×       | 3.120–7.800  | fins a 63,9 | 10.400 (CAV)                           |
| 56×       | 3.360–8.400  | fins a 68,8 | 11.200 (CAV)                           |
| 72×       | 6.750–10.800 | fins a 88,5 | 2.000 (multi-beam, cat.: "multi-feix") |